# Erebia christi
L'erebia dei ghiacciai (Erebia christi Rätzer, 1890) è una farfalla della famiglia delle Ninfalidi, endemica delle Alpi.

## Descrizione
Ha una apertura alare di 20-35 mm. La livrea è bruna con una banda laterale arancione su cui si dispone una fila di quattro-cinque piccoli ocelli scuri.

## Biologia
Le femmine visitano diverse piante nettarifere e sono particolarmente attratte dal timo. Depongono le uova su alcune specie di piante del genere Festuca sp. (Festuca varia, Festuca ovina) che rappresentano la pianta nutrice delle larve. Le larve si nutrono per lo più di notte e si suppone che debbano trascorrere due inverni prima di metamorfosare in farfalle adulte.

## Distribuzione e habitat
La distribuzione della specie è molto frammentaria e limitata a poche località alpine in Svizzera meridionale e in Italia (Alpe Veglia e Valle Antrona).
Vive tra 1.600 e 1.800 m di altitudine.

## Conservazione
La IUCN Red List classifica Erebia christi come specie vulnerabile. Mentre in Italia la specie è considerata in pericolo (EN, endangered).